# 91 aC
L'any 91 aC va ser un any del calendari romà prejulià. En aquell temps, era conegut com a any del consolat de Cèsar i Filip (o, més rarament, any 663 ab urbe condita o de la fundació de la ciutat). L'ús del nom «91 aC» per referir-se a aquest any es remunta a l'alta edat mitjana, quan el sistema Anno Domini va ser el mètode de numeració dels anys més comú a Europa.

## Esdeveniments

### Bitínia
- Nicomedes IV Filopàtor és rei de Bitínia a la mort del seu pare Nicomedes III Evèrgetes.[2]

### República Romana
- Sext Juli Cèsar i Luci Marci Filip són elegits cònsols.[3]
- Marc Livi Drus, tribú de la plebs, introdueix diverses Lleis frumentàries (Livia frumentaria i altres) per reconciliar el poble amb el partit senatorial o aristocràtic, que establieixen la distribució de gra, els repartiments de terreny públic i la implantació de noves colònies a Itàlia i a Sicília. El cònsol Filip, del partit popular, enemic personal de Drus, s'oposa a aquestes lleis entrant en conflicte amb el senat.[4]
- Luci Licini Cras fa un dels seus millors discursos al senat, on diu que Marci Filip no pot ser el seu cònsol i que es nega a reconèixer-lo com a senador.[5]
- Al fòrum hi ha grans violències quan Filip estableix diverses mesures per impedir l'adopció de les lleis de Drus. El tribú ordena d'empresonar al cònsol i l'ordre és executada amb gran violència. Filip resulta ferit i sagnant. S'aproven les lleis del tribú.[3]
- Les lleis de Drus són una amenaça pel senat i Filip es reconcilia amb els senadors. Com que és àugur, emet un senatusconsultum declarant nul·les aquelles lleis per haver estat fetes contra els auspicis.[3]
- L'assassinat de Drus és el detonant de la guerra social, entre Roma i els aliats itàlics.[6]

## Naixements
- Emperador Xuan de Han.[7]

## Necrològiques
- Marc Livi Drus, assassinat a casa seva.[3]
- Luci Licini Cras, consol i orador.[5]
- Nicomedes III Evèrgetes, rei de Bitínia.[2]